# Pam Ayres
Pam Ayres (Stanford in the Vale, 14 marzo 1947) è una poetessa britannica.
Cominciò a recitare le sue poesie in alcuni locali nell'Oxfordshire. Nel 1974, venne chiamata dalla locale stazione radio della BBC: la sua performance venne successivamente ri-trasmessa a livello nazionale e poi scelta come una delle migliori dalla BBC Radio.
Nel 1975, apparve nello spettacolo televisivo Opportunity Knocks. Questo fu il primo di una lunga serie di apparizioni in vari programmi televisivi e radiofonici. Dal 1976 in poi, ha pubblicato sei libri di poesie umoristiche, tenuto spettacoli teatrali, condotto per breve tempo un programma televisivo tutto suo e perfino tenuto uno spettacolo per la regina Elisabetta II.
Le sue poesie hanno uno stile semplice ed ironico e vertono su argomenti di vita normale. Ha anche composto canzoni umoristiche, sulla falsariga delle sue poesie.
Nel giugno 2004, venne nominata Membro dell'Ordine dell'Impero Britannico per i suoi meriti letterari.